# Narmadapuram
Narmadapuram è una suddivisione dell'India, classificata come municipality, di 97.357 abitanti, capoluogo del distretto di Hoshangabad, nello stato federato del Madhya Pradesh. In base al numero di abitanti la città rientra nella classe II (da 50.000 a 99.999 persone).

## Geografia fisica
La città è situata a 22° 45' 0 N e 77° 43' 0 E e ha un'altitudine di 277 m s.l.m.

## Società

### Evoluzione demografica
Al censimento del 2001 la popolazione di Narmadapuram assommava a 97.357 persone, delle quali 51.694 maschi e 45.663 femmine. I bambini di età inferiore o uguale ai sei anni assommavano a 12.685, dei quali 6.732 maschi e 5.953 femmine. Infine, coloro che erano in grado di saper almeno leggere e scrivere erano 71.462, dei quali 41.168 maschi e 30.294 femmine.